# Храм Александра Невского (Бизерта)
Храм Алекса́ндра Не́вского (араб. كنيسة القديس ألكسندر نيفيسكي‎, фр. Église Saint-Alexandre-Nevski) — русский православный храм в тунисском городе Бизерта. С 29 декабря 2021 года относится к Северо-Африканской епархии Русской православной церкви. Настоятелем храма служит клирик зарубежных учреждений РПЦ.

## Первые храмы в Бизерте
В 1920 году в порт Бизерта из Крыма пришли 35 русских военных кораблей, команды которых отказались служить большевикам. В составе экипажей было 13 православных священников.
Церковные службы проходили на специально оборудованной для этих целей палубе броненосца «Георгий Победоносец» и в церкви святого Павла Исповедника, устроенной в созданном в одном из казематов старого военного форта Джебель Кебир недалеко от Бизерты Морском корпусе и действовавшей в 1920—1925 годах.
К 1925 году в Тунисе оставалось около 700 русских. Корабельная церковь была перенесена в съёмную квартиру на улице Апри. Приход находился в юрисдикции Русской православной церкви заграницей.

## Строительство Александро-Невского храма
После уничтожения кораблей Русской эскадры русская община Бизерты создала оргкомитет, целью которого было строительство церкви в память об эскадре.
В 1936 году было получено разрешение французских властей на возведение храма, которое началось в 1937 году на пожертвования. В том же году было разрешено создание Ассоциации православных Бизерты. Церковь строилась по проекту и под руководством военного инженера, полковника Н. С. Сухаржевского.
10 сентября 1938 года храм был освящён во имя святого благоверного князя Александра Невского.

## История храма
В 1942—1943 годах церковь пострадала от бомбардировок; после войны была восстановлена при помощи русского эмигранта, архитектора М.Ф. Козмина.
После провозглашения независимости Туниса (1956 год) русские стали стремительно покидать страну, число прихожан храма сокращалось. В 1962 году из Бизерты уехал последний настоятель храма, а из прихожан осталось только две семьи. Долгие годы храм пустовал и ветшал, службы дважды в год — на Пасху и Рождество — проводил греческий священник Александрийской патриархии.
Церковная жизнь возобновилась только в конце 1980-х с появлением некоторого числа эмигрантов из СССР, прежде всего русских, белорусских и украинских жён местных жителей. В феврале 1992 года Патриарх Московский и всея Руси Алексий II принял тунисский приход в лоно Русской православной церкви.

## Духовенство храма
| Известные представители духовенства прихода | Известные представители духовенства прихода                 |
| Даты                                        | Имя                                                         |
| ------------------------------------------- | ----------------------------------------------------------- |
| 1920—1923                                   | протоиерей Георгий Спасский                                 |
| 1920—1924                                   | протоиерей Николай Ванецкий                                 |
| 1921—1942                                   | протоиерей Михаил Павлович Михайловский                     |
| 1921 — …                                    | священник Николай Богомолов                                 |
| 1922 — после 1953                           | протоиерей Константин Малиженовский                         |
| 1924—1939                                   | протоиерей Иоанникий Полетаев                               |
| 1939—1940                                   | священник С[уточнить]. Егоров                               |
| 1941—1947                                   | протоиерей Николай Афанасьев (1893—1966)                    |
| 1947—1951                                   | архимандрит Феодосий (Трушевич)                             |
| 1951—1952                                   | игумен Пантелеймон (Рогов)                                  |
| 1952—1953                                   | архиепископ Нафанаил (Львов) (1906—1986)                    |
|                                             | Иоанн Малиженовский                                         |
| …                                           | …                                                           |
| 1958 — апрель 1961                          | игумен Пантелеймон (Рогов)                                  |
| 1961—1992                                   | приход окормлялся духовенством Александрийского патриархата |
| февраль 1992 — настоящее время              | протоиерей Димитрий Нецветаев                               |

## Храм и память о Русской эскадре
Внутри храма есть мраморная доска с названиями кораблей, пришедших из Крыма в Бизерту. Царские врата завешены Андреевским флагом с корабля «Георгий Победоносец».
В 2006 году городской совет Бизерты переименовал площадь, на которой находится храм, в честь Анастасии Ширинской-Манштейн — многолетней неофициальной главы русской общины Туниса, последней жившей в Бизерте участницы похода Русской эскадры.